# دهستان باسک کولسه
باسک کولسه دهستانی از توابع بخش ربط شهرستان سردشت در استان آذربایجان غربی ایران است.

## جمعیت
براساس سرشماری سال ۱۳۹۵ جمعیت آن ۴۲۳۳ نفر (۱۰۲۷ خانوار) بوده‌است.